# Lee Norris
Pour les articles homonymes, voir Norris.
Lee Michael Norris (né le 25 septembre 1981 à Greenville, Caroline du Nord aux États-Unis est un acteur américain.
Il est connu pour son rôle récurrent dans la série Les Frères Scott.

## Biographie
Très jeune, Lee Norris s’intéresse à la comédie en regardant la série Cosby Show à la télé. Ses parents lui trouvent alors un agent qui lui permet de passer ses premiers castings à Wilmington. Il obtient son tout premier rôle dans La Famille Torkelson à l'âge de 10 ans. Il jouera dans tous les épisodes des deux saisons de la série. 
Il entre alors au collège et enchaîne les rôles dont celui de Stuart en tant que rôle récurrent dans la première saison d'Incorrigible Cory à 13 ans. Alors qu'il est au lycée on peut l'apercevoir dans plusieurs téléfilms ainsi que dans 2 épisodes de la saison 3 de Dawson. Il entre ensuite à l'Université de Wake Forest à Winston-Salem en Caroline du Nord et fait une pause dans sa carrière d'acteur pour se consacrer à ses études.
En 2003, il est choisi pour incarner Micro dans Les Frères Scott mais il lui reste encore 1 an à l'université. Il hésite alors beaucoup à faire une pause dans ses études mais finalement, avec le soutien de ses professeurs, il réussit à allier les deux et obtient son diplôme en 2004. 
Après l'arrêt de la série, en 2012, Lee obtient un rôle dans le film Gone Girl où Ben Affleck a le rôle principal, et dans quelques épisodes de différentes saisons du Monde de Riley.
Le 10 septembre 2011, il épouse Andrea Barnes, une chargée de communication scientifique travaillant dans le service développement de l'université de Duke et également originaire de la Caroline du Nord.

## Filmographie

### Cinéma
- 1995 : The Journey of August King : Silver Boy
- 1996 : A Step Toward Tomorrow : Perry
- 2006 : Surf Academy : Larry
- 2007 : Zodiac : Mike Mageau, jeune
- 2010 : Blood Done Sign My Name : Roger Oakley
- 2014 : Gone Girl : L'officier Washington
- 2020 : ‘’ USS Greyhound :La bataille de l’Atlantique’’ Le messager #2

### Télévision

#### Séries télévisées
- 1991-1993 : La Famille Torkelson : Chuckie Lee Torkelson
- 1993 : Les Aventures du jeune Indiana Jones (1992) (saison 2, épisode 22) : un enfant
- 1993-1998 : Incorrigible Cory : Stuart Lempke / Stuart Minkus
- 1995 : American Gothic (saison 1, épisode 5) : Benji Healy
- 2000 : Dawson (saison 3, épisodes 11 / 16) : acteur #2 / élève #2
- 2003-2012 : Les Frères Scott : Marvin « Micro » McFadden (doublé en français par Olivier Podesta)
- 2007 : October Road (pilote) : Ian
- 2012 : Paulilu Mixtape (saison 1, épisode 4) : père jeune
- 2014-2017 : Le Monde de Riley : Stuart Minkus
- 2017 : The Walking Dead (saison 8, épisodes 2 et 3) : Todd

#### Téléfilms
- 1996 : A Mother's Instinct: Jeremy / Joey
- 1997 : Cavale sans retour : John Wesley
- 1997 : Hope : Billy October
- 2019 : Un baiser pour Noël (A Christmas Wish) de Emily Moss Wilson : Ryan